# Web (フリーペーパー)
Web（うぇぶ）は、かつてタイ王国バンコクで発行されていた日本語フリーペーパー情報誌。隔週発行。1991年2月創刊したが、現在は廃刊している。

## 概要
Web は、バンコクにあるコミュニケーションサービス&サポート社（Communication Service & Support (Thailand) Co.,Ltd）発行していたフリーペーパー。。発行部数は15,000部。旅行作家下川裕治などの連載記事を掲載していた。

## 所在地
バンコク サートーン区 ヤーンナーワー地区 サートーン・タイ 889　タイCCタワービル19階 199号室
อาคารไทยซีซีทาวเวอร์ ชั้น19 ห้อง199, 889 ถนนสาทรใต้ แขวงยานนาวา เขตสาทร กรุงเทพฯ 10120.